# كيني غيلز
كيني غيلز (بالإنجليزية: Kenny Gales)‏ هو لاعب كرة قدم أمريكية أمريكي، ولد في 1 أبريل 1972.